# Sphaeriodiscus bourgeti
Sphaeriodiscus bourgeti is een zeester uit de familie Goniasteridae.
De wetenschappelijke naam van de soort werd in 1885 gepubliceerd door Edmond Perrier.